# Poluglas
Poluglas, poznat i kao šva, samoglasnik je koji u hrvatskome nema svoje posebno slovo. Njegov je fonetski simbol [ə].
U mnogim indoeuropskim jezicima poluglas se javlja samo kao nenaglašeni samoglasnik, ali u slovenskome, bugarskome, albanskome i afrikaansu može biti i naglašen.

## Poluglas u drugim jezicima
- albanski [ə]: ë
  - primjer: është [əʃt] – je (3. lice izd. sed. glagol "biti")
- bugarski [ə]: ʺ
  - primjer: kăshta [kəʃta] – kuća
- rumunjski [ə]: ă, Ă
  - primjeri: măr [mər], apă [aːpə], sănătate [sənətate]
- Hebrejski (na dijalektima koji se govore izvan Izraela)
  - primjer: בְּרֵאשִׁיט [bəreʃit]
- njemački (nenaglašeno e obično se izgovara kao poluglas)
  - primjeri: Mücke [ˈmʏkə], gegangen [gəˈgaŋən]
- engleski (u engleskome je poluglas najčešći samoglasnik)
  - Primjeri: about [əˈbaʊt], synthesis [ˈsɪnθəsɪs], harmony [ˈhɑːmənɪ], medium [ˈmiːdiəm], syringe [səˈɹɪndʒ], parlour [ˈpɑːlə].
- francuski (nenaglašeno e najčešće se izgovara kao poluglas)
  - primjer: menace [mə̹ˈnas]
- armenski (za poluglas poznaje slovo ը, koje se piše na početku ili na kraju riječi, ali u sredini riječi, ako nije riječ o složenici, poluglas se ne piše)
  - primjeri: ընկեր – ënker – [ənˈkeɹ] – prijatelj, անունը – anunë – [aˈnunə] – ime, սպիտակ – spitak – [əspiˈtak] – bijeli.